# Közszolgálati panasz
A kormánytisztviselő és munkáltatója között a kormányzati szolgálati jogviszonyból származó igényének érvényesítése érdekében - a törvényben meghatározott esetekben - közszolgálati panaszt nyújthat be a Közszolgálati Döntőbizottsághoz. A munkáltató és az érdekképviseleti szerv az e törvényből származó igényét bíróság előtt érvényesítheti.
A közszolgálati panaszt a sérelmesnek tartott munkáltatói intézkedésről szóló irat kézbesítésétől számított
harminc napon belül lehet a Közszolgálati Döntőbizottsághoz benyújtani
- a) a kormányzati szolgálati jogviszony megszüntetésével;
- b) az összeférhetetlenség megszüntetésére irányuló írásbeli felszólítással;
- c) a minősítés, a teljesítményértékelés megállapításaival;
- d) a fegyelmi és kártérítési ügyben hozott határozattal;
- e) a kinevezés egyoldalú módosításával;
- f) a sérelemdíj megfizetése ügyében hozott határozattal kapcsolatos ügyekben. A Közszolgálati Döntőbizottság döntésével szemben a kormánytisztviselő, illetve a

munkáltató a döntés közlésétől számított 30 napon belül bírósághoz fordulhat.

## A kormánytisztviselő közvetlenül a bírósághoz fordulhat keresetével
a) ha a Közszolgálati Döntőbizottság a 190. § (9) bekezdésben meghatározott határidőn belül nem bírálja el a közszolgálati panaszt, ebben az esetben a határidő lejártától számított 30 napon belül,
b) a fizetési felszólítással szemben a sérelmesnek tartott munkáltatói intézkedésről szóló irat kézbesítésétől számított 30 napon belül,
c) a 190. § (2) bekezdésben és a b) pontban meghatározottakon kívüli egyéb tárgyú igény esetén az igény érvényesítésére vonatkozó elévülési időn belül.